# William Healy
William Healy (nacido el 29 de septiembre de 2001) es un actor de televisión canadiense, conocido por Arthur (2014-2016), en donde interpretó al personaje principal de las temporadas 18 y 19 (reemplazando a Drew Adkins), y también Almacén 13 (2009).

## Biografía
Healy nació el 29 de septiembre de 2001 en Toronto, Ontario, Canadá, hijo del actor y maestro Christopher Healy.
Healy continúa su formación como actor y asiste a una escuela de artes en Toronto. Obtuvo su cinturón negro en Taekwondo con medallas de oro en competición.

## Filmografía

### Cine
| Año  | Título              | Papel          |
| ---- | ------------------- | -------------- |
| 2015 | La cumbre escarlata | Joven Alan     |
| 2024 | Falling             | John (16 años) |

### Televisión
| Año       | Título       | Papel               | Notas                 |
| --------- | ------------ | ------------------- | --------------------- |
| 2017      | Titans       | Matt                | Episodio: "101"       |
| 2011      | Warehouse 13 | Joven Daniel Varley | Episodio: "3...2...1" |
| 2014–2016 | Arthur       | Arthur (voz)        | Temporadas 18 y 19    |